# Carole Pope
Carole Ann Pope (Mánchester, 6 de agosto de 1950) es una cantante y compositora de rock canadiense nacida en Reino Unido, cuya provocativa mezcla de rock new wave con letras explícitamente homoeróticas y de temática BDSM la convirtió en una de las primeras artistas abiertamente lesbianas en alcanzar la fama. Es hermana de la productora de televisión y guionista ganadora del premio Emmy Elaine Pope.

## Trayectoria
Pope nació en 1950 en las afueras de Mánchester, Inglaterra, hija de Jack Pope, un vendedor, miembro del Partido Comunista de Gran Bretaña y zanquero de circo y de Celia, una artista de music hall. A los cinco años, emigró con sus padres a Montreal y se crio en Scarborough, Ontario. Estudió en el Cedarbrae Collegiate Institute.

### 1960-1980
Pope conoció a su compañero musical de toda la vida, Kevan Staples, en una audición de una banda en Scarborough. En 1968, empezaron a actuar juntos como dúo en Yorkville, que era el distrito artístico y de música en vivo de Toronto en aquella época. En 1970, adoptaron el nombre O, y al año siguiente lo cambiaron por el de The Bullwhip Brothers.
En 1975, Pope y Staples reclutaron a varios músicos de apoyo y formaron la banda Rough Trade. Pope actuaba a menudo con pantalones de cuero negro y atuendo bondage. El primer álbum de la banda, Rough Trade Live, fue producido por Jack Richardson.
En 1980, Pope participó en los coros del álbum Into a Mystery de Murray McLauchlan.
Ganó el Premio Juno a la Vocalista Femenina Más Prometedora en 1981 y posteriormente el Premio Juno a la Mejor Vocalista Femenina en 1982 y 1983. Ella y Staples coescribieron el sencillo de 1983 Transformation, grabado por Nona Hendryx. Pope también apareció como vocalista invitada en el sencillo de Payola$ Never Said I Loved You, que fue un éxito en el top 10 en 1983. En 2000, se asoció con el fundador de Payola$, Paul Hyde, para cantar a dúo My Brilliant Career en su álbum Living Off the Radar. Cantó el papel de Primavera Nicholson en la producción del Canadian Opera Company (COC) de Patria I de R. Murray Schafer en noviembre de 1987.
Durante la década de 1980, Rough Trade ganó un premio Genie y obtuvo cuatro discos de oro y dos de platino. Aunque la banda no grabó ni actuó mucho después de su última gira Deep Six in '86, no se separaron oficialmente hasta 1988.

### A partir de 1990
La carrera en solitario de Pope ha tenido un perfil más bajo que su tiempo con la banda. Lanzó un primer sencillo en solitario en 1988, Nothing but a Heartache/I'm Not Blind, pero no volvió a publicar ningún otro disco hasta varios años después. En 1991, se trasladó a Los Ángeles para buscar oportunidades en el campo de las bandas sonoras y la actuación.
Publicó el EP, Radiate, en 1995. En 1997, fue la voz de la maestra en la versión animada de Pippi Calzaslargas. En 1999, el dramaturgo Bryden MacDonald puso en escena Shaking the Foundations, una revista musical basada en la música de Pope con Rough Trade, en el teatro Buddies in Bad Times de Toronto.
En 2000, Random House publicó la autobiografía de Pope, Anti Diva. donde declaró que había mantenido una relación con el cantante británico Dusty Springfield a principios de los años ochenta. Ese año, ella y Staples contribuyeron con un tema al álbum tributo a Dusty Springfield Forever Dusty: Homage to an Icon. Anti Diva también reveló fugaces coqueteos en la década de 1970 con la actriz cómica Andrea Martin y el productor musical Bob Ezrin. Años más tarde, Pope habló de su asistencia al funeral de Dusty Springfield, donde pasó un rato con Pet Shop Boys, entre otras personalidades.
Poco después, volvió a grabar el sencillo de Rough Trade, High School Confidential para la banda sonora de Queer as Folk (primera temporada). También apareció en la producción de Toronto de Los monólogos de la vagina en 2001 y luego se trasladó a Nueva York para seguir escribiendo y grabando. En 2005, 21 años después de su último EP, Pope regresó a Los Ángeles y lanzó Transcend, su primer álbum en solitario.
En 2011, Pope publicó Landfall, su segundo álbum de larga duración, con un dueto con Rufus Wainwright. Ese año también fue vocalista invitada en el álbum The Hills Are Alive de Brooklyn Rundfunk Orkestrata.
Es embajadora de la Harvey Milk School de Nueva York y directora de la junta de la Asociación de Compositores de Canadá. En 2015, firmó con Squirtgun Records (distribuido por eOne Entertainment) para reeditar el EP Music for Lesbians, el 23 de junio de 2015.
El 22 de septiembre de 2017, lanzó el sencillo This Is Not A Test. El 8 de mayo de 2018 se estrenó un vídeo musical, dirigido por Jasun Mark.
Colaboró con el teclista Kevin Hearn para lanzar el sencillo Resist It, el 22 de octubre de 2018. Posteriormente fue acompañado por un video musical dirigido por Phillip Harder. Un tercer sencillo, I'm There, producido en colaboración con el teclista de Spoons, Rob Preuss, fue lanzado al año siguiente. En 2021, Pope lanzó una canción en colaboración con la banda de Ottawa, Church of Trees y ese mismo año sacó Speaking In Code, un sencillo producido junto a la intérprete canadiense Clara Venice. Venice, previamente, había tpcado el Theremin en el sencillo de Pope de 2017, This Is Not A Test.
En marzo de 2018, Pope se vio obligada a cancelar una actuación en Toronto tras sufrir una fractura de tobillo. Más tarde canceló todas las actuaciones de verano de ese mismo año tras experimentar problemas de movilidad durante la gira y más tarde, se le diagnosticó estenosis espinal. Fue operada y se abrió una recaudación de fondos a través de GoFundMe para cubrir sus gastos de manutención.

## Discografía en solitario

### Álbumes
- Transcend (2005)
- Landfall (2011)

### EP
- Radiate (1995, reeditado en 2022)
- The Silencer (1999)
- Music for Lesbians (2014; 2015 relanzado con Squirtgun/eOne)

### Sencillos
- Nothing but a Heartache / I'm Not Blind (1988, Cara B reeditada en 2022)
- Johnny Marr (2007)
- Shining Path/Tell Me (2010)
- Viral 01/Viral 02 (2011)
- Francis Bacon (2013)
- Lesbians in the Forest (con la dirección de Peaches) (2013)
- Vagina Wolf (2014)
- This Is Not a Test (2017)
- Resist It (con Kevin Hearn) (2018)
- I'm There (con Rob Preuss) (2019)
- I Want to Live (2020)
- World's a Bitch (2021) (con Church of Trees y Rob Preuss)
- Speaking in Code (2021) (con Clara Venice)